# Hysterangiales
Hysterangiales é uma ordem de fungos da classe Agaricomycetes, subclasse Phallomycetidae. Segundo uma estimativa de 2008, esta ordem contém cinco famílias, 18 géneros e 114 espécies.